# Chlorion
Chlorion Latreille, 1802 è un genere di insetti apoidei appartenente alla famiglia Sphecidae, unico componente della sottofamiglia Chloriontinae.

## Specie
Il genere è formato da 20 specie:
- Chlorion aerarium Patton, 1879
- Chlorion boharti Menke, 1961
- Chlorion consanguineum Kohl, 1898
- Chlorion cyaneum Dahlbom, 1843
- Chlorion funereum Gribodo, 1879
- Chlorion gratiosum F. Smith, 1856
- Chlorion hemiprasinum Sichel, 1863
- Chlorion hemipyrrhum Sichel, 1863
- Chlorion hirtum Kohl, 1885
- Chlorion lobatum Fabricius, 1775
  - Chlorion lobatum rugosum F. Smith, 1856
- Chlorion magnificum F. Morawitz, 1887
- Chlorion maxillosum Poiret, 1787
  - Chlorion maxillosum ciliatum Fabricius, 1787
- Chlorion migiurtinicum Giordani Soika, 1941
- Chlorion mirandum Kohl, 1890
- Chlorion regale F. Smith, 1873
- Chlorion semenowi F. Morawitz, 1890
- Chlorion semenowi occidentale Walker, 1871
- Chlorion splendidum Fabricius, 1804
- Chlorion strandi Strand, 1910
- Chlorion viridicoeruleum Lepeletier de Saint Fargeau and Audinet-Serville, 1828